# Ngô Nhĩ Khai Hy
Örkesh Dölet (tiếng Duy Ngô Nhĩ:  ئۆركەش دۆلەت; cũng được chuyển tự là Uerkesh Davlet), hay Ngô Nhĩ Khai Hy (giản thể: 吾尔开希, phồn thể: 吾爾開希, bính âm: Wú'ěrkāixī) là nhà bất đồng chính kiến người Duy Ngô Nhĩ (tiếng Anh: Uyghur) mang quốc tịch Trung Quốc nổi tiếng vì vai trò thủ lĩnh trong sự kiện Thiên An Môn năm 1989.
Là một người Uyghur, Ngô Nhĩ Khai Hy sinh vào ngày 17 tháng 2 năm 1968 với nguồn gốc tổ tiên là ở Ili, Tân Cương. Ông đạt được thành tích xuất chúng, khi học tại Đại học Sư phạm Bắc Kinh, khi tuyệt thực khiển trách vị Thủ tướng Trung Quốc Lý Bằng trên đài truyền hình quốc gia. Ông là một trong những nhà lãnh đạo chính tổ chức ủng hộ cải cách Liên đoàn Tự trị Sinh viên Bắc Kinh và đứng đầu các cuộc đàm phán không đầy đủ với các quan chức.
Ông hiện nay đang cư ngụ tại Đài Loan, nơi ông làm việc như một nhà bình luận chính trị. Những nỗ lực của ông để có thể trở về Trung Quốc đã giúp ông trở thành một trong những nhà bất đồng chính kiến rõ ràng nhất trong những năm gần đây. Ông có ghế tại Lập pháp viện Trung Hoa Dân Quốc hai lần, trong năm 2012 và 2016.

## Những cuộc biểu tình và những sự tranh luận
Ngô Nhĩ Khai Hy đến quảng trường Thiên An Môn, Bắc Kinh, vào giữa tháng 4 năm 1989, khi bắt đầu phong trào học sinh, sau khi thành lập một hiệp hội sinh viên độc lập tại Đại học Sư phạm Bắc Kinh. Ông nhanh chóng trở thành một trong những nhà lãnh đạo học sinh thẳng thắn nhất khi quy mô đám đông gia tăng. Theo Eddie Cheng, tại một cuộc họp được triệu tập vội vã để thành lập Liên đoàn Tự trị Sinh viên Bắc Kinh và bầu lãnh đạo, ông Zhou Yongjun thuộc trường Đại học Khoa học Chính trị và Luật đã đánh bại Ngô Nhĩ Khai Hy để trở thành vị chủ tịch đầu tiên của Liên đoàn. Sau khi tổ chức cuộc biểu tình thành công nhất của phong trào 1989 vào ngày 27 tháng 4, ông sau đó được bầu làm chủ tịch của Liên minh Tự trị.
Khi gặp Thủ tướng Lý Bằng lần đầu tiên vào tháng 5 năm 1989, trong một cuộc gặp gỡ ghi lại trên truyền hình quốc gia, Ngô Nhĩ Khai Hy đã ngắt lời Lý Bằng trong phần giới thiệu, nói rằng "Tôi hiểu rằng tôi là một người thô lỗ khi đã ngắt lời ngài, ngài Thủ tướng, nhưng có những người ngồi ở ngoài quảng trường, đang đói, chúng ta ngồi đây và trao đổi khoan thai. Chúng ta chỉ ở đây để thảo luận các vấn đề cụ thể, thưa ông." Sau đó Lý Bằng làm ngắt lời ông, người Ngô đang hành động theo kiểu lịch sự, Ngô Nhĩ Khai Hy tiếp lời. "Thưa ông, ông đã nói ông đến đây muộn [bởi kẹt xe]... thực tế là chúng tôi đã gọi điện để đàm phán với ông kể từ ngày 22 tháng 4. Không phải là ông muộn, mà là ông đến đây quá muộn. Nhưng cũng tốt thôi. Cũng hay là cuối cùng thì ông cũng đã tới... "

## Sau 1989
Sau những cuộc biểu tình, Ngô Nhĩ Khai Hy đứng thứ 2 trong danh sách các nhà lãnh đạo học sinh đang bị truy nã nhất ở Trung Quốc. Ông đã trốn sang Pháp qua Hồng Kông dưới sự bảo trợ của Chiến dịch Chim hoàng yến, và sau đó nghiên cứu tại Đại học Harvard ở Hoa Kỳ. Sau một năm nghiên cứu ở đó, ông chuyển đến vùng Vịnh San Francisco và tiếp tục học tại Đại học Dominican. Sau đó ông di cư đến Đài Loan, nơi ông kết hôn với một người vợ Đài Loan bản thổ và bắt đầu một gia đình. Ông là một người dẫn chương trình của một chương trình bình luận cho một đài phát thanh địa phương từ năm 1998 đến 2001. David Aikman tuyên bố Ngô Nhĩ Khải Uy đã chuyển đổi sang Cơ Đốc giáo năm 2002, nhưng điều này chưa bao giờ được chứng minh và chính Ngô Nhĩ Khải Uy chưa có công bố công khai về đức tin của mình.
Ông cũng xuất hiện thường xuyên trên các chương trình truyền hình như một nhà bình luận chính trị. Quan điểm của ông là bảo vệ nền dân chủ đang phát triển trên hòn đảo, và thúc đẩy xã hội dân sự. Ông thường chỉ trích Đảng Dân chủ Tiến bộ, một số người lãnh đạo của đảng này coi ông là một người ủng hộ Liên minh phiếm Lam. Tuy nhiên, ông bây giờ được xác định là một người ủng hộ Liên minh phiếm Lục, và đã đưa ra lời tuyên bố mạnh mẽ chỉ trích Quốc Dân Đảng. Trong một cuộc phỏng vấn vào tháng 6 năm 2014 với tờ New York Times, ông tuyên bố rằng mặc dù ông không phải là người theo chủ nghĩa dân tộc, nếu được yêu cầu "chọn cho ngày hôm nay", ông sẽ "tham gia cùng phần lớn người Đài Loan ở đây để giữ độc lập. Lý do là người Đài Loan nói rằng họ không chắc chắn, họ muốn duy trì hiện trạng, đó là hiện trạng mà tên lửa của (Trung Quốc) lục địa không rơi vào đầu họ. Đó là hiện trạng mà họ muốn duy trì. Không phải họ thích ý tưởng rằng Bắc Kinh tuyên bố Đài Loan là một phần của họ. Họ không thích lắm về chuyện Trung Quốc ngăn cản Đài Loan tham gia bất kỳ cộng đồng quốc tế nào. Không phải họ muốn giữ lại một cơ hội để ngày nào đó trở về Trung Quốc. Không phải vậy. Chỉ là họ không muốn chiến tranh."
Sau 20 năm sự kiện Thiên An Môn, ông vẫn là người bị truy nã thuộc hàng thứ hai ở Trung Quốc vì vai trò tại Thiên An Môn. Vào ngày 3 tháng 6 năm 2009, ông đến Ma Cao trong quá trình trở về Trung Quốc để yêu cầu bỏ tên ông khỏi sự truy nã. Chính quyền Ma Cao đã từ chối bắt ông và ông bị trục xuất sang Đài Loan. Năm 2009, Tổng thống Đài Loan Mã Anh Cửu ca ngợi sự tiến bộ về nhân quyền ở Trung Quốc trong nhận định của ông về kỷ niệm 20 năm sự kiện Thiên An Môn năm 1989. Ngô Nhĩ Khai Hy chỉ trích Mã, nói rằng ông không thể hiểu được tiến bộ mà ông Mã đề cập đến. Vào ngày 4 tháng 6 năm 2010, ông bị cảnh sát Nhật Bản bắt giữ ở Tokyo, khi ông cố gắng tìm cách vào Đại sứ quán Trung Quốc để về Trung Quốc. Ông đã được thả ra sau đó hai ngày sau đó mà không bị buộc tội. Vào ngày 18 tháng 5 năm 2012, ông đã cố gắng quay trở lại sứ quán Trung Quốc ở Washington, DC, nơi đại sứ quán Trung Quốc quyết định bỏ qua ông hoàn toàn. Ông lại một lần nữa cố gắng tự mình quay về Hồng Kông vào cuối năm 2013, với kết quả tương tự như trước.
Vào tháng 12 năm 2013, Ngô Nhĩ Khai Hy tung ra một phiên bản tiếng Trung của nền tảng truyền thông ẩn danh và không thường xuyên Kwikdesk.

## Chính trị
Chính trị của Ngô Nhĩ Khai Hy gắn chặt với chủ nghĩa tích cực của ông. Ông liên kết với trung - hữu và tiến bộ nhân quyền và các tổ chức chính trị. Ở Đài Loan, ông đã "cam kết tiếp cận sâu hơn trong quan hệ của Đài Loan với Trung Quốc đại lục". Mặc dù đã mở rộng sự ủng hộ cho Liên minh phiếm Lục, ông vẫn tự cho mình là người có quốc tịch Trung Quốc, lưu ý rằng "Trung Quốc là quê hương của cha mẹ tôi, Đài Loan là quê hương của con tôi".
Vào tháng 12 năm 2014, Ngô Nhĩ Khai Hy thông báo tự ứng cử cho ghế lập pháp trước đây do Lin Chia-lung tổ chức trước đó, người trước đây đã đánh bại Jason Hu để làm thị trưởng Đài Trung trong cuộc bầu cử địa phương. Vài tuần sau, Ngô Nhĩ Khai Hy rút lui khỏi cuộc đua, vì ông cảm thấy một nhiệm kỳ một năm sẽ không đủ thời gian để hoàn thành các mục tiêu chính trị của ông..
Ngô Nhi Khai Hy, được sự hậu thuẫn của Liên minh Sinh viên Cải cách Hiến pháp, đưa ra một cuộc tranh cử thứ hai không thành công cho Lập pháp viện Trung Hoa Dân Quốc vào tháng 7 năm 2015.